# Kammeroper Schloss Rheinsberg
Die Kammeroper Schloss Rheinsberg ist ein vom Komponisten Siegfried Matthus  initiiertes internationales Opernfestival in Rheinsberg, in dem jungen  Künstlern im Ergebnis eines Internationalen Gesangswettbewerbs die Möglichkeit eröffnet wird, unter Anleitung von Mentoren Opernpartien einzustudieren und diese aufzuführen. Das Festival findet seit 1991 jährlich in den Monaten Juli und August statt. Open-Air-Aufführungsorte sind das Heckentheater im Schlosspark, der Schlosshof und die Bühne vor dem Kavalierhaus. Ein weiterer Spielort ist das 2000 restaurierte Schlosstheater.
2014 wurde Frank Matthus, der Sohn von Siegfried Matthus, Leiter der Kammeroper. Im selben Jahr fusionierten die Kammeroper Schloss Rheinsberg und die Musikakademie (Bundes- und Landesakademie) Rheinsberg zur Musikkultur Rheinsberg gGmbH. Geschäftsführer ist seit 1. September 2016 Thomas Falk. Im Herbst 2018 übernahm Georg Quander die Künstlerische Direktion der Kammeroper Schloss Rheinsberg und der Bundesmusikakademie. Als neuer Leiter der Akademie steht ihm seit 2019 Felix Görg zur Seite.

## Festival
Am 8. September 1990 gründete sich der Kunst- und Kulturverein Rheinsberg e. V. und beauftragte Siegfried Matthus mit der Leitung des Festivals junger Opernsänger „Kammeroper Schloss Rheinsberg“. Die erste aufgeführte Oper war Die Weise von Liebe und Tod des Cornets Christoph Rilke, von Siegfried Matthus und fand 1991 statt. Seit dieser Zeit präsentierte die Kammeroper über 70 Opernproduktionen. Dirigenten und Regisseure erarbeiten mit den jungen Sängern Opernpartien unter professionellen Bedingungen. Als Mitglieder des Kuratoriums unterstützen das Festival u. a. die Dirigenten Daniel Barenboim, Kurt Masur, und Christian Thielemann. Vom ersten Jahr an ist Claudia Eder (Mainz) als Mentorin für die Kammeroper tätig.
Das Festival kooperiert mit Orchestern des Landes Brandenburg – dem Brandenburgischen Staatsorchester Frankfurt (Oder), den Brandenburger Symphonikern, der Kammerakademie Potsdam, dem Preußischen Kammerorchester sowie über viele Jahre auch mit dem Staatsorchester Braunschweig.
Am 30. Dezember 1999 wurde das wieder aufgebaute Schlosstheater mit der Uraufführung der Oper Kronprinz Friedrich von Siegfried Matthus eingeweiht. Ein Jahr zuvor war das Heckentheater, ein Sommertheater aus dem 18. Jahrhundert im Schlosspark, rekonstruiert worden. Das Heckentheater verfügt über eine 750 m² große Fläche und fast 1000 Plätze. Die Kammeroper Schloss Rheinsberg benutzt außerdem für ihre Aufführungen auch die St. Laurentius-Kirche und den Spiegelsaal des Rheinsberger Schlosses.
Der künstlerische Leiter des Festivals war bis 2014 Siegfried Matthus. Am 1. September 2014 übernahm sein Sohn Frank Matthus die Leitung. Im Jahr 2014 fusionierten die Kammeroper Schloss Rheinsberg und die Musikakademie (Bundes- und Landesakademie) Rheinsberg zur Musikkultur Rheinsberg gGmbH. Geschäftsführer ist seit 1. September 2016 Thomas Falk. Seit 2018 ist Professor Georg Quander Künstlerischer Direktor des Festivals.

## Sänger
Die Kammeroper Schloss Rheinsberg veranstaltet jedes Jahr in Berlin den Internationalen Gesangswettbewerb Kammeroper Schloss Rheinsberg, mit jährlich über 450 Teilnehmern. Die Preisträger bekommen verschiedene Partien in den Opernproduktionen und Konzerten im Festival.
Preisträger der Kammeroper Schloss Rheinsberg waren u. a.:
- Aris Argiris (2002)
- Annette Dasch (2000 und 2001)
- Claudia Barainsky (1991)
- Bogusław Bidziński (1999 und 2000)
- Anett Fritsch (2006 und 2007)
- Karolina Gumos (2000)
- Mia Heikkinen (2008)
- Dorothe Ingenfeld (2001)
- Marco Jentzsch (2003 und 2004)
- Kristiane Kaiser (1999)
- Andreas Karasiak (1992 und 1993)
- Hyung-Wook Lee (2004)
- Carolin Masur  (1991 und 1999/2000)
- Friedemann Röhlig (1998)
- Gabriela Scherer (2005)
- Ines Thomas Almeida (2008)
- Camilla Tilling (1998)
- Nina Warren (1991)